# Magix Fotostory
Magix Fotostory (ehemals Magix Fotos auf DVD bzw. bis 2011 Magix Fotos auf CD & DVD) ist ein kommerzielles Diashow-, beziehungsweise Bildershow-Programm, des deutschen Softwareunternehmens Magix. Es dient zum Erstellen von audiovisuellen Shows aus Bildern und Videos, die zusätzlich mit Musik, Texten und Effekten versehen werden können. Die Ergebnisse können in unterschiedlichen Datei-Formaten ausgegeben, auf CD, DVD oder Blu-ray Disc gebrannt oder in das Internet hochgeladen werden.

## Einsatzgebiet
Das Programm richtet sich an private Endanwender. Unterstrichen wird dies durch Halb- und Vollautomatiken im Programm, die Arbeitsschritte übernehmen oder erleichtern sollen. Die enthaltenen Funktionen zur Bildbearbeitung sind für den professionellen Einsatz nur begrenzt geeignet. Magix Fotostory ist nur für Computer mit dem Betriebssystem Microsoft Windows verfügbar. Es werden Windows XP, Windows Vista, Windows 7 und Windows 8 sowohl in 32bit- als auch 64bit-Architektur unterstützt.

## Funktion
Die Arbeit mit der Software gliedert sich in drei grundlegende Schritte: Einlesen der Fotos, Erstellen der Diashow und Ausgabe der Diashow.
Import
Das Programm unterstützt gängige Foto- und Video-Dateiformate, die in das Projekt eingebunden werden können. Diese Dateiauswahl erfolgt über eine windowstypische Dateiauswahl.
Diashow erstellen
Sämtliche ausgewählte Bild- oder Videodateien werden in die Hauptansicht des Programmes übernommen. Diese kann in drei verschiedenen Modi dargestellt werden:
- Storyboard-Modus: alle Elemente werden hintereinander aufgelistet und mit einem verkleinerten Vorschaubild dargestellt.

- Timeline-Modus: alle Fotos, Videos, Texte und Sounds werden auf vier verschiedenen Spuren in ihrer zeitlichen Abfolge dargestellt. Dabei wird jedes Objekt umso breiter in der Spur dargestellt, je länger es auch beim Abspielen dargestellt wird.

- Übersichtsmodus: alle Fotos werden in mehreren Reihen dargestellt. Durch Zoomen können beliebig viele Fotos gleichzeitig angezeigt werden, damit einzelne Fotos oder Fotogruppen gelöscht oder verschoben werden können.

Die Bilder und Videos können in ihrer Reihenfolge beliebig arrangiert und mit mitgelieferter Überblendungen und Effekten ergänzt werden. Die eher einfachen Bildbearbeitungsfunktionen können genutzt werden, um einzelne Fotos beispielsweise in der Helligkeit oder im Kontrast anzupassen oder rote Augen zu entfernen.
Export
Für die Wiedergabe auf Playern oder Computern können abspielbare Discs auf alle gängigen Rohling-Typen gebrannt werden. Diese können automatisch oder manuell mit statischen oder animierten Menüs versehen werden. Die nachfolgende Übersicht listet die unterstützen Datenträger, Formate und Laufzeit bei optimaler Qualität auf:
| Disc-Typ   | Laufzeit bei optimaler Qualität | Wiedergabe auf                     |
| Video-DVD  | ca. 98 min                      | DVD-Player                         |
| AVCHD-Disc | ca. 30 min                      | Blu-ray-Player, Sony Playstation 3 |

| Disc-Typ     | Laufzeit bei optimaler Qualität | Wiedergabe auf                     |
| Blu-ray-Disc | ca. 110 min                     | Blu-ray-Player                     |
| AVCHD-Disc   | ca. 160 min                     | Blu-ray-Player, Sony Playstation 3 |

Zudem ist eine Ausgabe als reine Videodatei in diesen Formaten möglich:
- AVI
- DV-AVI
- MJEPG
- WMV (HD)
- QuickTime (MOV)
- MPEG-1
- MPEG-2
- MPEG-4

Die Diashows können aus dem Programm heraus als Videodatei auf YouTube, Flickr, Facebook und den unternehmenseigenen Online-Album-Dienst von Magix hochgeladen werden.

## Verbreitung
Der Vertrieb erfolgt über den Einzelhandel, Online-Shops und die Webseite von Magix. Laut Eigendarstellung des Herstellers handelt es sich um die in Deutschland „meistgekaufte Foto-Software“ im Segment „Fotosoftware“ (Basis: GFK Weekly TrendSetter Software im Zeitraum September 2008 bis September 2009). Das Programm wurde in der Vergangenheit von unterschiedlichen Computerzeitschriften getestet und belegt national und international regelmäßig vordere Plätze im Segment der Diashow-Programme.

## Geschichte
Die Markteinführung von Magix Fotos auf CD & DVD erfolgte im Jahr 2002. Ab Version 2.0 sind parallel zwei verschiedene Ausstattungsvarianten erhältlich. Die Basisvariante trägt den Namenszusatz „easy“, die umfangreichere Ausführung „Deluxe“. Ab Version 11 hieß das Programm nur noch „Magix Fotos auf DVD“, ab Version 14 „Magix Fotostory“.
| Versionsnummer    | Fotos auf CD & DVD | Fotos auf CD & DVD deluxe |
| ----------------- | ------------------ | ------------------------- |
| 1.0               | Mai 2002           | -                         |
| 2.0               | Oktober 2002       | Oktober 2002              |
| 2.5               | April 2003         | -                         |
| 3.0               | Oktober 2003       | September 2003            |
| 3.5               | April 2004         | April 2004                |
| 4.0               | Oktober 2004       | September 2004            |
| 4.5               | April 2005         | April 2005                |
| 5.0               | Oktober 2005       | September 2005            |
| 5.5               | April 2006         | April 2006                |
| 6.0               | Oktober 2006       | September 2006            |
| 6.5               | März 2007          | März 2007                 |
| 7.0               | Oktober 2007       | Oktober 2007              |
| 8                 | November 2008      | Oktober 2008              |
| 8 (Sonderedition) | -                  | März 2009                 |
| 9                 | November 2009      | Oktober 2009              |
| 9 (Sonderedition) | -                  | März 2010                 |
| 10                | Februar 2011       | September 2010            |
| MX (11)           | November 2011      | September 2011            |
| 2013 (12)         | November 2012 1    | September 2012            |
| 2014 (13)         | -                  | September 2013            |
| 2015 (14)         | November 2014 2    | September 2014 2          |
| 2016 (15)         | November 2015      | November 2015             |
| 2017 (16)         | -                  | September 2016            |
| 2018 (17)         | -                  | Januar 2017               |
| 2019 (18)         | -                  | Februar 2018              |
| 2020 (19)         | -                  | Juli 2019                 |
| 2021 (20)         | -                  | August 2020               |

## Unterstützte Datei-Formate
Diese Übersicht fasst die vom Programm unterstützten Datei-Formate zusammen:
|       | Import                                                                         | Export                                                         |
| Foto  | JPEG, BMP, GIF, TIF                                                            | JPEG, BMP, GIF                                                 |
| Video | AVI, DV-AVI, MPEG-1, MPEG-2, MPEG-4, MTS, M2TS, MXV, MJPEG, QuickTime, WMV(HD) | AVI, DV-AVI, MJPEG, MPEG-1, MPEG-2, MPEG-4, QuickTime, WMV(HD) |
| Audio | WAV, MP3, OGG, WMA, MIDI, Digital Stereo                                       |                                                                |